# Aldeanueva de Guadalajara
Aldeanueva de Guadalajara ist ein Ort und eine Gemeinde (municipio) mit 106 Einwohnern (Stand: 2024) im Südwesten der Provinz Guadalajara in der Autonomen Gemeinschaft Kastilien-La Mancha. 

## Lage und Klima
Aldeanueva de Guadalajara liegt in einer Höhe von ca. 945 m in der Kulturlandschaft der Alcarria. Die Entfernung zur südwestlich gelegenen Provinzhauptstadt Guadalajara beträgt ca. acht Kilometer (Fahrtstrecke). Das Klima ist gemäßigt bis warm; Regen (533 mm/Jahr) fällt übers Jahr verteilt.

## Bevölkerungsentwicklung
| Jahr      | 1970 | 1981 | 1991 | 2001 | 2011 | 2021 |
| Einwohner | 318  | 151  | 109  | 108  | 105  | 99   |

## Sehenswürdigkeiten
- Kirche Mariä Himmelfahrt